# 21469 Robschum
21469 Robschum è un asteroide della fascia principale. Scoperto nel 1998, presenta un'orbita caratterizzata da un semiasse maggiore pari a 2,3609767 UA e da un'eccentricità di 0,1628887, inclinata di 2,31941° rispetto all'eclittica.